# 송덕희
송덕희(1965년 2월 6일 ~ )는 대한민국의 성우이다. 1988년 KBS 21기 공채 성우로 데뷔하였다.

## 주요 출연작품

### 애니메이션
- 기동전함 나데카 (SBS) - 현수
- 나루토 (투니버스) - 나츠히
- 달의 요정 세일러문 (KBS) - 베르체
- 디지몬 테이머즈 (KBS) - 임프몬
- 레미제라블 소녀 코제트 (애니원) - 팡틴
- 마법신화 라그나로크 (SBS) - 포링
- 마법천사 루비 (KBS) - 엄마
- 명탐정 코난 (투니버스) - 임혜나
- 바질리스크 ~코우가인법첩~ (애니박스) - 오후쿠
- 비밀일기 (KBS)
- 소년탐정 김전일 (투니버스) - 나민주
- 신밧드의 모험 (KBS)
- 우리는 챔피언 (SBS) - 제이
- 윙스 프렌즈 (SBS) - 아이시
- 인형공주 리카 (KBS) - 엄마 / 인형기사 슈슈
- 지구용사 벡터맨 (KBS) - 포우
- 파이팅! 대운동회 (SBS) - 크리스 크리스토퍼 / 유미향 / 신지훈(신나라 남동생)

### 영화
- 구두가 발에 맞는다면 (SBS) - 도미노(앨리슨 오르누스)
- 궁둥이를 쏜 사나이 (SBS)
- 길로틴 트래지디 (KBS) - 마리
- 나쁜 녀석들 (KBS)
- 돈가방을 든 수녀 (SBS)
- 드라큘라 2000 (KBS) - 솔리나 (제니퍼 에스포지토)
- 디스터번스 (KBS)
- 디트로이트 락 시티 (KBS)
- 딥 블루 씨 (SBS) - 브렌다(아이다 터투로)
- 라 비 앙 로즈 (KBS) - 마몬 (실비 테스튀)
- 로미오 머스트 다이 (SBS) - 어린 포(라이언 로) / 흑인 아이(아론 조셉)
- 리멤버 타이탄 (KBS) - 캐롤 (니콜 아리 파커)
- 리플레이스먼트 (SBS)
- 메이드 인 아메리카 (KBS)
- 맨 인 블랙 (SBS) - 베아트리스(셔반 팰런 호건)
- 무서운 영화 (SBS)
- 무서운 영화 2 (KBS) - 테오 (캐슬린 로버트슨)
- 백발마녀전 2 (KBS) - 진원원
- 버디 (KBS) - 알의 동생(제임스 산티니) / 클레어(빅토리아 네코)
- 보디가드 (KBS)
- 볼케이노 (KBS) - 레이첼(로리 라뎀) / 옆집아줌마(수지 에스먼)
- 비커밍 제인 (KBS) - 엘리자 (루시 코후)
- 사랑의 블랙홀 (KBS) - 데비 (하인든 월치)
- 사이렌스 (SBS) - 프루 (케이트 피셔)
- 산딸기 (KBS) - 1957년 현재의 소녀 사라(비비 안데르손)
- 쉬즈 올 댓 (KBS) - 사이먼 (키에란 컬킨)
- 쉬핑 뉴스 (SBS) - 페탈 (케이트 블란쳇)
- 슈퍼맨 4: 최강의 적 (KBS) - 제레미(다미엔 매클로혼)
- 스키 아카데미 (SBS)
- 스피드 (KBS) - 경찰(마가렛 메디나)
- 아가사 크리스티의 창백한 말 (KBS) - 헤르미아 (헤미온 노리스)
- 아마겟돈 (KBS) - 제니퍼 (제시카 스틴)
- 어웨이 프롬 허 (KBS) - 매들린 (웬디 크로슨)
- 언브레이커블 (KBS) - 켈리 (레슬리 스테판슨)
- 언컨디셔널 러브 (SBS) - 모디 비즐리 (메레디스 이튼)
- 오보소도 (SBS) - 마라
- 온 더 라인 (SBS) - 재키 (타말라 존스)
- 위대한 유산 (KBS) - 매기 (킴 디킨스)
- 위험한 진실 (KBS)
- 이지 라이더 (KBS) - 사라 (사브라나 슈아프)
- 인디펜던스 데이 (SBS) - 콘스탄스 (마거릿 콜린)
- 자칼 (KBS) - 이자벨 (마틸다 메이)
- 차스키 차스키 (KBS) - 엘린 (마리아 본느비)
- 캐스트 어웨이 (KBS) - 베티나 (라리 화이트)
- 크러쉬 (SBS) - 샤이엔(엠버 벤슨)
- 클라라의 결혼식 (KBS) - 안젤라 (에마누엘라 가루시오)
- 클루트 (KBS) - 제니
- 토파즈 (KBS) - 타마라 (티나 헤드스트룀)
- 투 윅스 노티스 (SBS) - 메릴 브룩스 (헤더 번스)
- 투명인간의 사랑 (SBS)
- 패컬티 (KBS) - 엘리자베스 버크 (팜케 얀센)
- 퍼펙트 크라임 (KBS) - 수사나(페넬로피 벨라스코)
- 펀치 드렁크 러브 (KBS) - 라티사(애슐리 크락)
- 페어런트 트랩 (KBS) - 엘리자베스 제임스 (나타샤 리처드슨)
- 포스트 임팩트 (KBS)
- 폴리스 스토리 4 (SBS) - 외국인(라이샤 다닐로바)
- 프린세스 다이어리 (KBS) - 샬럿 (캐슬린 마셜)
- 하일복성 (KBS)
- 향수: 어느 살인자의 이야기 (KBS) - 갈라드(시안 토마스)
- 화성 침공 (SBS)
- 화중선 (SBS) - 마을 아이(나미미)
- 황야의 결투 (KBS) - 여성(프란시스 레이)
- 6번째 날 (KBS) - 탈리아 (사라 윈터)

### 외화
- 그레이 아나토미 (KBS) - 에디슨 (케이트 월시)
- 나노인간 제이크 (KBS) - 사라(마리나 블랙)
- 로즈 레드 (KBS) - 리어든 교수 (낸시 트래비스)
- 스필버그의 어메이징 스토리 (KBS)
- 찰리 제이드 (KBS) - 달린
- 최후의 카테고리 7(KBS) - 페이스(섀넌 도허티)

## 같이 보기
- 한국방송 성우극회